# ألبرت ريد (لاعب كريكت)
ألبرت ريد (16 نوفمبر 1846 - 8 مايو 1931)  (بالإنجليزية: Albert Reed)‏ هو لاعب كريكت بريطاني (وحمل سابقاً جنسية المملكة المتحدة لبريطانيا العظمى وأيرلندا).